# Додихудоев, Кадамшо
Кадамшо Додихудоев (тадж. Қадамшо Додихудоев; 1902, Хорог, Хорогский район, Ферганская область, Российская империя — 1973, Душанбе, Таджикская ССР, СССР) — советский, таджикский военный, государственный и политический деятель. Первый секретарь Бартангского райкома КП(б) Таджикистана (1932—1933), председатель Исполнительного комитета Шугнанского районного Совета АОГБ (1930—1932), заведующий хозяйственным отделом Областного исполнительного комитета АОГБ (1929—1930), председатель колхоза им. Сталина в Хороге (1939—1946), один из основателей советской власти на Памире — участник боев против контрреволюционных сил за установление советской власти на Памире (с 1918), против банд басмачей по направлениям Дарваз, Язгулям, Ванч, Калаи-Хумб (1920), в Ванче (1929) и на Восточном Памире.

## Биография
Кадамшо Додихудоев родился в 1902 году в Хороге (ныне областной центр Горно-Бадахшанской автономной области (ГБАО) Республики Таджикистан), на Памире Ферганской области Туркестанского генерал-губернаторства Российской империи, в семье земледельца Додихудо Кадамшоева (1860—193?), таджика по национальности.
В детстве в ранние годы находился на воспитании у родителей, до 1918 года трудился на земле своего отца в Хороге.
Активно участвовал в установлении советской власти на Памире, в частности в Горно-Бадахшанской автономной области. В 1918 году революционные солдаты совместно с населением Памира создали «Общепамирский Ревком», который занимался формированием отрядов Красной гвардии из местного населения. Кадамшо Додихудоев вступил в их ряды:

Особенно проявил себя в рядах Красной Гвардии против басмачей по направлению Дарваз, Язгулям, Ванч, Калаи-Хумб с мая по июль месяцы 1920 г., о чём свидетельствуют Справки для Комиссии по назначению персональной пенсии при исполнительном Комитете Хорогского городского Совета — «СПРАВКА: Я, бывший красногвардеец Мералишоев Ульфатшо 1901 года рождения, проживающий в г. Хороге по улице Ленина № 99, паспорт серии VI — СЧ № 647 815 выданный паспортным столом УМВД ГБАО от 8/IV-1957 года (военный билет № 833076 выданный 66-м Хорогским погранотрядом) даю настоящую справку бывшему красногвардейцу Додихудоеву Кадамшо в том, что он действительно с мая месяца 1920 года совместно с Памирским отрядом активно участвовал в борьбе за установление и упрочение Советской власти на Памире. Гражданин Додихудоев Кадамшо в числе нашего отряда по направлению Дарвоз, Язгулом, Ванч, Калай-Хумб активно участвовали и боролся против банд басмачей. С мая месяца по июль месяц 1920 года вместе воевали против басмачей и Памирских чиновников. Ввиду того, что в кишлаке Кеврон Калай-Хумбского района басмачи нас окружили мы были вынуждены отступить и перейти реку Пяндж на сторону Афганистана. Но враг был уничтожен, после чего Додихудоев Кадамшо с некоторыми товарищами нашего отряда на Афганской стороне переправил через реку на Родину в Советский Союз: Наврузбекова Азизбека, Мезарбонова Рушат, Амдинова М. [Меретдина], Кирмоншоева [Хубаншо], Абдуллоева Сайфулло, но часть нашего отряда В. Ч. К. осталась на территории Афганистана, пока не получили распоряжения Афганского правительства. В Афганистане мы находились не полный июль и август месяцы 1920 года. Когда я вернулся в г. Хорог, то Додихудоев Кадамшо находился на службе погранотряда г. Хорога красноармейцем. Я тоже поступил в ряды Красной Армии, после чего поступил в органы милиции г. Хорога. Мы служили вместе до 1928 года. В общем гражданина Додихудоева Кадамшо знаю по совместной военной службе с 1920 по 1928 год в Красной армии и органах милиции. В чём подтверждаю свое слово. Мой документ подтверждающий. подпись /Мералишоев/»
«СПРАВКА Я, бывший красногвардеец Наврузбеков Азизбек 1897 года рождения, проживающего в г. Хороге по улице Ленина 149 паспорт серии VIII — СЧ № 502 250 выдан П/столом ГОМ исполкома г. Хорога 26/I-1961 г даю настоящую справку бывшему красногвардейцу Додихудоеву Кадамшо в том, что он действительно с мая месяца 1920 года совместно с Памирским отрядом активно участвовал в борьбе за установление и упрочение Советской власти на Памире. <…> После возвращения Додихудоев Кадамшо принимал участие против <…>, памирских баев (движение басмачества на Восточном Памире), <…> и других внутренних врагов Советской власти. ПЕНСИОНЕР: подпись /Наврузбеков/»
Примечание: справка Наврузбекова А. в сокращении — по содержанию аналогично тексту выше, как и др. подтверждения бывших красногвардейцев: Бодурова Мирзобека <…>, Амоншоева Имроншо <…> и Ноефтова Азизулло 1900 года рождения г. Хорог, ул. Ленина 173, паспорт III — СЧ № 700 352.
— 
С 1920 по 12 декабря 1923 года служил в рядах РККА в Хорогском (66-м) погранотряде Туркестанской пограничной дивизии — особом отделе военной контрразведки Памирского отряда ВЧК, после демобилизации служил старшим милиционером кавалерийского отделения Рабоче-крестьянской милиции (РКМ) Памира (1923—1929).
С 1929 по 1930 год работал заведующим хозяйственным отделом Горно-Бадахшанского областного исполнительного комитета АОГБ, в 1929 году, работая в областном исполнительном комитете (ОИК) АОГБ, принимал активное участие в разгроме вооружённых басмаческих формирований в Ванче.
С 1930 по 1932 год был председателем Исполнительного комитета Шугнанского районного Совета АОГБ, с 27 ноября 1932 по декабрь 1932 года работал инструктором областного исполнительного комитета АОГБ.
В 1932 году был избран первым секретарем Бартангского районного комитета Коммунистической партии (большевиков) Таджикистана (1932—1933).
С 1933 по 1935 год работал председателем промсоюза Автономной области Горного Бадахшана, затем с 1935 по 25 сентября 1937 года — председателем промартели Горно-Бадахшанской автономной области (АОГБ с 5.12.1936 переименована в ГБАО) в Хороге, одновременно был слушателем курсов Марксизма-Ленинизма при ЦК КП(б) Таджикистана в городе Сталинабаде (июнь—август 1936).
С 25 сентября 1937 года по 1938 год включительно не работал, исключён из рядов ВКП(б), арестован в связи с объявлением врагом народа его двоюродного брата — председателя Областного исполнительного комитета ГБАО Мехриддина Амдинова и ряда других видных партийных деятелей Памира. Позднее был освобождён, однако в течение долгого времени его систематически забирали по ночам и подвергали пыткам в органах НКВД по ГБАО.
В 1939 году на основании письма Горно-Бадахшанского обкома партии и заведующего сельхозотдела Исполнительного комитета Совета депутатов трудящихся ГБАО (облисполкома) избран председателем на общем собрании колхоза имени Сталина Шугнанского района. Эту должность занимал в течение 7 лет, до 1946 года. Награждён медалью «За доблестный труд в Великой Отечественной войне 1941—1945 гг.» (№ 385772 от 6 июня 1945 г.). От имени Президиума Верховного Совета СССР медаль вручена Кадамшо Додихудоеву 4 июля 1946 года председателем Шугнанского районного исполнительного комитета Джафаровым. К. Додихудоев работал в колхозе на разных должностях до 1958 года.
В 1958—1964 годах работал садовником в Парке культуры и отдыха имени Ленина в городе Хороге. Персональный пенсионер с 1964 года:

«Додихудоев Кадамшо долгие годы пытался восстановить уничтоженные документы, подтверждающие сведения о его наградах, заслугах, службе в РККА, в Народной милиции и промартели, но безуспешно. И только в 1964 г. ему удалось путем сбора свидетельских справок от бывших красногвардейцев, добиться назначения ему персональной пенсии размером в 50 советских рублей.
К тому времени: моральный вред, болезнь, результаты пыток, увечья на теле от плоскогубцев … не могли не сказаться на его здоровье».
— 
Кадамшо Додихудоев скончался после продолжительной болезни 7 апреля 1973 года в городе Душанбе, похоронен на Памире, в городе Хороге, Горно-Бадахшанской автономной области Таджикской ССР.

## Награды
«Все документы, подтверждающие награды и звания в РККА и в Органах внутренних дел, были утеряны в тревожном 1937 году».
— 
- Медаль «За доблестный труд в Великой Отечественной войне 1941—1945 гг.» (№ 385772, 06.06.1945)[3]

## Семья
- Отец — Додо Худо Кадам Шо-Заде[9] (Кадамшоев Додихудо, тадж. Додихудо Қадамшозода; 1860—193?) — был земледельцем, известным музыкантом, певцом[11], знатоком истории Шугнана, его сочинения печатали, в частности, в советском журнале «Просвещение национальностей» — Москва, 1935. — Май—июнь (№ 3) — при содействии писателя Азиза Ниалло (он же Станишевский Андрей Владимирович)[6][9]:

Архивные документы <…> были объединены в общий сборник. Пятьдесят документов касались вопросов Памира. <…> двадцать два документа в этом сборнике посвящено исмаилизму. Среди них уникальная коллекция переводов одиннадцати фирманов (тадж. Фармон — религиозный указ) Ага-хана. Сборник остался неизданным и хранится только в рукописном виде в Архивном отделе в Хороге, в Институте истории и археологии АН Таджикской ССР, в ЦГА УзССР и у академика Б. Г. Гафурова. К сожалению, куда-то пропал экземпляр, сданный в свое время Ленинградскому отделению Института востоковедения АН СССР. Еще более печальной оказалась участь сводного отчета о работе, проделанной во время последней служебной поездки А. В. Станишевского. Там были записи бесед с Хайдар-Шо Муборак Заде и Додо Худо Кадам Шо-Заде по истории Шугнана и Вахана, <…> Сводный отчет был составлен примерно на двадцати печатных листах и взят Н. П. Горбуновым для перепечатки. Трагический конец Горбунова даже не дал возможности выяснить, куда затерялась рукопись. Памятью о проведенных работах остались только полевые записи в дневниках А. В. Станишевского.
— Т. Г. Абаева
- Сестра — Сафархотун и брат — Ашурмамад Кадамшоевы.
- Мать — Барфиямо Мирзовиддинова (18??—1949) — была родом из кишлака Баджув[к. 10] (географическое расположение — ныне в черте Рушанского района ГБАО).

Cестры — Додихудоевы:
- Певистамо (1900—1953), была замужем за Ельчибековым Карамхудо (1896—03.05.1938) — первым народным комиссаром здравоохранения Совнаркома ТаджССР, таджиком по национальности[12][13];
- Гулдастамо (1907—1980), была замужем за Бехроновым Куканбеком (тадж. Куканбек Беҳронов, 1911—1985)[13][14].

Двоюродные братья:
- Шамсиддин Амдинов (1898—1972) — военный переводчик, повар (владел русским, персидским, киргизским и узбекским языками) Хорогского казачьего пограничного поста Российской империи, часто сопровождал офицеров в Кашгар, Афганистан и их семьи до городов Ош, Ташкента, Самарканда и Бухары, затем служил в Хорогском Пограничном отряде пограничных войск КГБ СССР. В дальнейшем работал машинистом гидроэлектростанции им. Ленина в Хороге.
- Меретдин Амдинов (1905—1938) — советский таджикский политический и государственный деятель, председатель Исполнительного комитета Областного Совета ГБАО (1934—1937), одновременно зам. председателя Совета национальностей Верховного Совета СССР (1936—1937)[15][16][17] и его братья.
- Сабзали Одинаев (1908—1993) — советский, таджикский хозяйственный и государственный деятель, участник Великой Отечественной войны в 1942—1945 гг., кавалер орденов Отечественной войны I степени, Отечественной войны II степени, Красной Звезды[18].
- Гульмамад Гулямшаев (1909—1970) — советский таджикский военный и государственный деятель, участник Великой Отечественной войны. Кавалер ордена Отечественной войны I степени, двух орденов Красной Звезды и Красного Знамени, ордена «Знак почёта»; медалей «За взятие Берлина», «За освобождение Праги», «За победу над Германией в Великой Отечественной войне 1941—1945 гг.» и др.[19][20][21].
- Ёрмамад Ашурмамадов (1919—2004) — актёр, драматург, Заслуженный деятель искусств Таджикской ССР (1966), директор Государственного музыкально-драматического театра им. А. Рудаки в Хороге (1957—1976), директор областного историко-краеведческого музея ГБАО (1976—1979)[22][23].

Жена — Гулбутта Бахшова (имя и фамилия согласно документу, удостоверяющему личность; 1907—1984) — работала в колхозе имени Сталина, её сёстры: Гулбону Худобахшова (1904—1950), Асанбону Худобахшова (1910—1965), Давлат Худобахшова (1912—1988), Рукиямо Худобахшова (1914—2014); брат — Худодод Худобахшов (1928—1989).
Дочери:
- Гулгунча Кадамшоева (тадж. Гулғунча Қадамшоева, 1919—1995) — советский, таджикский государственный и политический деятель, выпускница Ташкентской Высшей партийной школы при ЦК КПСС (1958—1964), второй секретарь Хорогского городского комитета КП Таджикистана (1960—1961), председатель Хорогского городского исполнительного комитета Совета депутатов трудящихся (1961—1969), заместитель председателя Исполнительного комитета Горно-Бадахшанского областного Совета депутатов трудящихся ГБАО (1971—1977), председатель отделения Советского фонда мира в ГБАО (1980—1991). Муж Камбар Шабдолов (1912—1951)[7][8][25].
- Нодирамо Кадамшоева (тадж. Нодирамо Қадамшоева, 1922—2019) — работала диктором Хорогского радио и корректором областной газеты «Бадахшони Совети». Муж Назаров Мехрубон Назарович (1922—1993)[26].
- Гулчехрамо Кадамшоева (тадж. Гулчеҳрамо Қадамшоева, 1928—2011) — участница Памирского детского ансамбля песни и пляски. Муж Мирсаид Миршакар (Миршакаров) (1912—1993)[27].
- Хаётбегим Кадамшоева (тадж. Ҳаётбегим Қадамшоева, 1932—2006) — выпускница литературного факультета Сталинабадского Учительского института (1949—1951), Душанбинского госпединститута им. Т. Г. Шевченко (1965). Секретарь Горно-Бадахшанского обкома Союза НСШ (1948—1949)[к. 11], инструктор отдела комсомольских организации Горно-Бадахшанского обкома (ОК) ЛКСМ Таджикистана (1952—1954), зам. завотделом пропаганды и агитации по культмассовой работе ОК ЛКСМ (c января 1954), в то же время курсы Центральной комсомольской школы, Москва (с февраля 1954), секретарь Горно-Бадахшанского ОК ЛКСМ Таджикистана (1955—1960), начальник ОАГС облисполкома ГБАО (1960—1964). Лаборант сектора диалектологии (1965—1969), старший лаборант сектора памирских языков, затем с 1974-го старший лаборант отдела памироведения Института языка и литературы им А. Рудаки АН Таджикской ССР (1969—1988), делегат XII съезда ВЛКСМ (Москва, 1954), VIII—XIII съездов ЛКСМ Таджикистана (1949—1958), XII съезда КП Таджикистана (1959), VI съезда молодых женщин Таджикистана (1955), депутат Хорогского городского Совета депутатов трудящихся ГБАО (5—8 созывов). Награждена юбилейным знаком ЦК ВЛКСМ «70 лет ВЛКСМ» (1988), медалью «Ветеран труда» (1990)[6][28]. Муж Худоер Юсуфбекович Юсуфбеков (1928—1990)[6][29][30][31].

### Комментарии
1. ↑  В 1897 году в состав области была окончательно включена территория Восточного Памира, состоявшая из двух волостей (Памирской и Оршорской) и управлявшаяся начальником Сменного Памирского отряда, его штаб-квартира дислоцировалась с 1891 года в Маргелане, с 1893 года — на Памирском Посту (Мургаб), а с 1897 года — в Хороге.
2. ↑  Назаршоев М. Н. Партийная организация Памира в борьбе за социализм и коммунизм (1918—1968). — Душанбе: Ирфон, 1970. — С. 16. Архивировано 12 июня 2018 года.«Ревкомы по своему содержанию были по существу органами Советской власти, созданными в силу чрезвычайного, особого положения Памира как с точки зрения социально-экономической, так и военно-политической. В отличие от других районов Туркестанской АССР на Западном Памире (в Шугнане, Рушане, Ишкашиме) ревкомы „выбирались, а не назначались“».
3. ↑  До конца 1930 г. охрану государственной границы на Памире осуществляли регулярные части РККА путём периодической высылки конных разъездов, систематическая охрана госграницы в тот период не производилась.
4. ↑  С ноября 1920 г. дивизия была рассредоточена небольшими частями по участкам ответственности государственной границы от Каспийского моря до Горного Алтая.
5. ↑  Служил в отряде Т. М. Дьякова (1897—1939) — начальника особого отдела Памирского отряда, старшего майора милиции, сотрудника органов государственной безопасности СССР.
6. ↑  В «Личном листке по учёту кадров» Кадамшо Додихудоева в графе «Местонахождение учреждения, организации, предприятия» указано «г. Хорог, Ванч».
7. ↑  «Басмаческий налет весной 1929 г. на Гарм и на Ванчский район Западного Памира был осуществлен под руководством капитана Вуда-Балларда, помощника малакандского политического агента по Читральскому княжеству»[10].
8. ↑  Постановление VIII Чрезвычайного Съезда Советов СССР (25 ноября — 5 декабря 1936 года).
9. ↑  Николай Петрович Горбунов в рамках «дела альпинистов» 7 сентября 1938 года был осуждён и расстрелян в здании Военной коллегии Верховного Суда СССР (ВКВС).
10. ↑  Где население говорит на диалекте шугнанского языка.
11. ↑  «С 1934 по 1958 год в стране, постановлениями СНК СССР и ЦК ВКП(б) „О структуре начальной и средней школы в СССР“, был введён тип общеобразовательной школы в составе 1—7‑го классов — неполная средняя школа, или НСШ»[6].